# Bailey Lakes
Pour les articles homonymes, voir Bailey.
Bailey Lakes est un village américain situé dans le comté d'Ashland, dans l'Ohio. Selon le recensement de 2010, sa population est de 371 habitants.